# Effetto palloncino
L'effetto palloncino (tradotto letteralmente dall'originale inglese balloon effect) è un'argomentazione molto spesso utilizzata negli Stati Uniti d'America per criticare la cosiddetta guerra alla droga attuata dalle autorità statunitensi. Il nome deriva dal paragonare gli effetti degli sforzi compiuti dalle autorità per sconfiggere la produzione di droga nei Paesi del Sud America con l'effetto che si ottiene stringendo forte un palloncino pieno d'aria: sotto la pressione della mano, l'aria non sparisce ma si sposta verso un'altra zona del palloncino che offre minore resistenza. Allo stesso modo, le azioni mirate a sopprimere il traffico di droga smantellando una qualunque via di rifornimento sarebbero vanificate dal fatto che il traffico potrà comunque continuare prendendo altre vie dove l'attenzione delle autorità è inferiore.
Esempi di questo fenomeno nel traffico di droga comprendono i seguenti casi:
- lo smantellamento della produzione di marijuana in Messico, che ha causato la migrazione della produzione in Colombia;[senza fonte]
- il fallimento della produzione di marijuana nella Sierra Nevada de Santa Marta, che ha visto le attività spostarsi a Cauca;[senza fonte]
- alla fine degli anni '90, la produzione di cocaina era quasi del tutto eradicata in Perù e Bolivia, ma solo per aver trovato riparo in Colombia.[2]

Come è stato descritto in un articolo del The Economist:
(T.W., Why is less cocaine coming from Colombia?, The Economist)